# غيا متيرك
غيا محمد متيرك (من مواليد 9 يناير 2000) هي لاعبة كرة قدم لبنانية تلعب كمهاجمة لنادي سوبر جيرلز والمنتخب اللبناني، وهي عداءة مسافات طويلة.

## كرة القدم
لعبت مع فريق نجوم طير دبّا في موسم 2018–19، وسجلت أربعة أهداف. بقيت في النادي خلال موسم 2019-20، عندما غيروا اسم النادي إلى نجوم الجنوب؛ سجلت 16 هدفا. وفي 1 يوليو 2020، انضمت إلى سوبر غيرلز.
ظهرت لأول مرة على المستوى الدولي مع منتخب لبنان في 8 أبريل 2021، حيث دخلت كبديلة في بطولة ودية ضد أرمينيا.

## عداءة
غيا هي أيضا عداءة مسافات طويلة. بدأت الجري وهي في التاسعة من عمرها في ماراثون بيروت حيث فازت بالمركز الخامس سباق 5 كيلومتر من فئتها العمرية. وشاركت في جميع البطولات اللبنانية لفئتها العمرية من عام 2009 إلى عام 2019.
في عام 2016، شاركت مع المنتخب اللبناني في بطولة غرب آسيا لألعاب القوى للناشئين 2016 في البحرين، وحصلت على المركز الرابع في سباق 400 متر للسيدات. وشاركت في ماراثون ليماسول 2017، وحصلت على المركز الثاني في فئتها والخامس في فئة السيدات 5 كم. وشاركت أيضًا في العام التالي، وحصلت على المركز الثالث في فئة 5 كم للسيدات.
وفي عام 2018، شاركت في ماراثون أوريدو في قطر وحصلت على المركز الثاني في سباق 5 كم. في عام 2019، فازت بجائزة مسابقة للجامعات اللبنانية ممثلة عن الجامعة الإسلامية في لبنان (IUL). وحصلت على المركز الثاني في ماراثون ليماسول 2019 سباق 5 كم للسيدات.

## روابط خارجية
- غيا متيرك على موقع أف آي لبنان (FA Lebanon)